# Сам човјек (ТВ серија)
„Сам човјек” је југословенска телевизијска серија снимљена 1970. године у продукцији ТВ Загреб на основу материјала за истоимени филм.

## Епизоде
| Сезона | Епизода | Назив          | Датум |
| ------ | ------- | -------------- | ----- |
| 1      | 1       | Ноћни дијалог  | 1970  |
| 1      | 2       | Мрачна младост | 1970  |
| 1      | 3       | Буга плаце     | 1970  |
| 1      | 4       | Финале         | 1970  |

## Улоге
| Глумац            | Улога        |
| ----------------- | ------------ |
| Хелена Буљан      | (3 еп. 1970) |
| Мато Грковић      | (3 еп. 1970) |
| Раде Шербеџија    | (3 еп. 1970) |
| Фабијан Шоваговић | (3 еп. 1970) |
| Роберт Лончар     | (2 еп. 1970) |
| Жарко Поточњак    | (2 еп. 1970) |
| Љубица Јовић      | (2 еп. 1970) |
| Крешимир Зидарић  | (2 еп. 1970) |
| Зденка Анушић     | (2 еп. 1970) |
| Драго Мештровић   | (2 еп. 1970) |
| Анте Румора       | (2 еп. 1970) |
| Ана Херцигоња     | (2 еп. 1970) |
| Миа Оремовић      | (2 еп. 1970) |
| Зденка Трах       | (2 еп. 1970) |
| Небојша Рапајић   | (1 еп. 1970) |
| Драго Хабазин     | (1 еп. 1970) |
| Винко Вискић      | (1 еп. 1970) |
| Ђуро Утјешановић  | (1 еп. 1970) |
| Петар Петровић    | (1 еп. 1970) |
| Федор Драушник    | (1 еп. 1970) |
| Инге Апелт        | (1 еп. 1970) |
| Драго Бахун       | (1 еп. 1970) |
| Мато Ерговић      | (1 еп. 1970) |
| Звонимир Ференчић | (1 еп. 1970) |
| Иво Фици          | (1 еп. 1970) |
| Тања Кнежић       | (1 еп. 1970) |
| Вероника Ковачић  | (1 еп. 1970) |
| Роберт Лончар     | (1 еп. 1970) |
| Јосип Мароти      | (1 еп. 1970) |
| Антун Налис       | (1 еп. 1970) |
| Хермина Пипинић   | (1 еп. 1970) |
| Ђуро Рогина       | (1 еп. 1970) |
| Иво Сердар        | (1 еп. 1970) |
| Ивица Видовић     | (1 еп. 1970) |
| Мирко Војковић    | (1 еп. 1970) |

Комплетна ТВ екипа  ▼
| Редитељ                   | Едуард Галић       | (4 еп. 1970)                    |
| Сценариста                | Едуард Галић       | (4 еп. 1970)                    |
| Сценариста                | Иво Козарчанин     | (4 еп. 1970)                    |
| Директор фотографије      | Крешо Грчевић      | (3 еп. 1970)                    |
| Mонтажер                  | Блаженка Јенчик    | (3 еп. 1970)                    |
| Сценограф                 | Жељко Сенечић      | (3 еп. 1970)                    |
| Уметнички директор        | Динка Јеричевић    | (3 еп. 1970)                    |
| Костимограф               | Јасна Новак        | (3 еп. 1970)                    |
| Одсек за шминку           | Халид Реџебашић    | шминкер (2 еп. 1970)            |
| Одсек за шминку           | Ружица Видмар      | шминкерка (2 еп. 1970)          |
| Одсек за шминку           | Дује Дупланчић     | шминкер (1 еп. 1970)            |
| Менаџер продукције        | Радомир Червени    | директор филма (3 еп. 1970)     |
| Менаџер продукције        | Никола Гец         | вођа снимања (3 еп. 1970)       |
| Помоћник режије           | Мирослав Крајачић  | помоћник редитеља (3 еп. 1970)  |
| Помоћник режије           | Зденка Плеша       | помоћник редитеља (2 еп. 1970)  |
| Уметнички одсек           | Перо Ловрић        | сценски реквизитер (3 еп. 1970) |
| Одсек за звук             | Владимир Фистрић   | тон мајстор (3 еп. 1970)        |
| Одсек за звук             | Марјан Лончар      | микроман (3 еп. 1970)           |
| Одсек за звук             | Перо Јаковљевић    | миксер звука (1 еп. 1970)       |
| Одсек за звук             | Звонимир Мирт      | миксер звука (1 еп. 1970)       |
| Одсек за камеру и расвету | Желимир Томљеновић | пратилац камере (3 еп. 1970)    |
| Одсек за камеру и расвету | Зденко Туркулин    | пратилац камере (3 еп. 1970)    |
| Одсек за камеру и расвету | Звонимир Павичић   | вођа расвете (2 еп. 1970)       |
| Одсек за анимацију        | Мартин Пинтарић    | карикатуриста (3 еп. 1970)      |
| Одсек за костим           | Љубица Јовановић   | гардеробер (3 еп. 1970)         |
| Одсек за монтажу          | Либуша Хлавати     | асистент монтажера (3 еп. 1970) |
| Остала екипа              | Иванка Борош       | секретар режије (3 еп. 1970)    |